# Gerbillus henleyi
Gerbillus henleyi és una espècie de mamífer rosegador de la família dels múrids. Viu a Algèria, Burkina Faso, el Txad, Egipte, Israel, Jordània, Líbia, Mali, Mauritània, el Marroc, el Níger, Oman, l'Aràbia Saudita, el Senegal, el Sudan, Tunísia i el Iemen. El seu hàbitat natural són els deserts i semideserts. És una espècie en risc mínim, és a dir, no sembla que hi hagi cap amenaça significativa per a la seva supervivència.
L'espècie fou anomenada en honor del bioquímic britànic Francis Robert Henley.